# Этрё
Этрё (фр. Étreux) — коммуна во Франции, находится в регионе Пикардия. Департамент коммуны — Эна. Входит в состав кантона Гюиз. Округ коммуны — Вервен.
Код INSEE коммуны — 02298.

## Население
Население коммуны на 2010 год составляло 1509 человек.
| 1962 | 1968 | 1975 | 1982 | 1990 | 1999 | 2010 |
| ---- | ---- | ---- | ---- | ---- | ---- | ---- |
| 1489 | 1588 | 1655 | 1839 | 1754 | 1670 | 1509 |

## Экономика
В 2010 году среди 1015 человек трудоспособного возраста (15—64 лет) 646 были экономически активными, 369 — неактивными (показатель активности — 63,6 %, в 1999 году было 64,9 %). Из 646 активных жителей работали 520 человек (300 мужчин и 220 женщин), безработных было 126 (63 мужчины и 63 женщины). Среди 369 неактивных 76 человек были учениками или студентами, 115 — пенсионерами, 178 были неактивными по другим причинам.